# Kiri Tontodonati
Kiri English-Hawke, conosciuta in precedenza come Kiri Tontodonati (Canberra, 4 settembre 1994), è una canottiera italiana, ha preso parte ai Giochi Olimpici di Tokyo 2020.

## Biografia
Nata a Canberra in Australia, a 18 anni si è trasferita a Torino.
Ha iniziato a remare nel 2008 in Australia. Ha partecipato con il Quattro di coppia italiano ai Campionati del mondo di canottaggio under-23 a Rotterdam nei Paesi Bassi, giungendo quarta.

## Palmarès
| Anno | Manifestazione          | Sede              | Evento            | Risultato | Prestazione | Note  |
| ---- | ----------------------- | ----------------- | ----------------- | --------- | ----------- | ----- |
| 2016 | Mondiali U23            | Rotterdam         | Quattro di coppia | 4ª        | 6'21"45     |       |
| 2017 | Europei                 | Račice            | Due di coppia     | Bronzo    | 7'07"79     |       |
| 2017 | Mondiali                | Sarasota          | Due di coppia     | 9ª        | 7'07"52     | [ 2 ] |
| 2018 | Giochi del Mediterraneo | Tarragona         | Singolo           | Argento   | 3'47"30     |       |
| 2018 | Europei                 | Glasgow           | Singolo           | 4ª        | 7'44"95     |       |
| 2019 | Europei                 | Lucerna           | Due senza         | Bronzo    | 7'16"22     |       |
| 2019 | Mondiali                | Ottensheim        | Due senza         | 6ª        | 7'40"35     |       |
| 2020 | Europei                 | Poznań            | Quattro senza     | Argento   | 6'40"84     |       |
| 2021 | Europei                 | Varese            | Quattro senza     | 6ª        | 6'38"62     |       |
| 2021 | Giochi olimpici         | Tokyo             | Due senza         | 12ª       | 7'04"46     | [ 3 ] |
| 2022 | Europei                 | Monaco di Baviera | Due di coppia     | Bronzo    | 7'23"04     |       |